# Abercarn
Abercarn är en mindre stad och community i Caerphilly i Wales, 16 km nordväst om Newport. Det ingick traditionellt i grevskapet Monmouth och hade tidigare tung industri relaterad till kolgruvorna i södra Wales.